# Karur

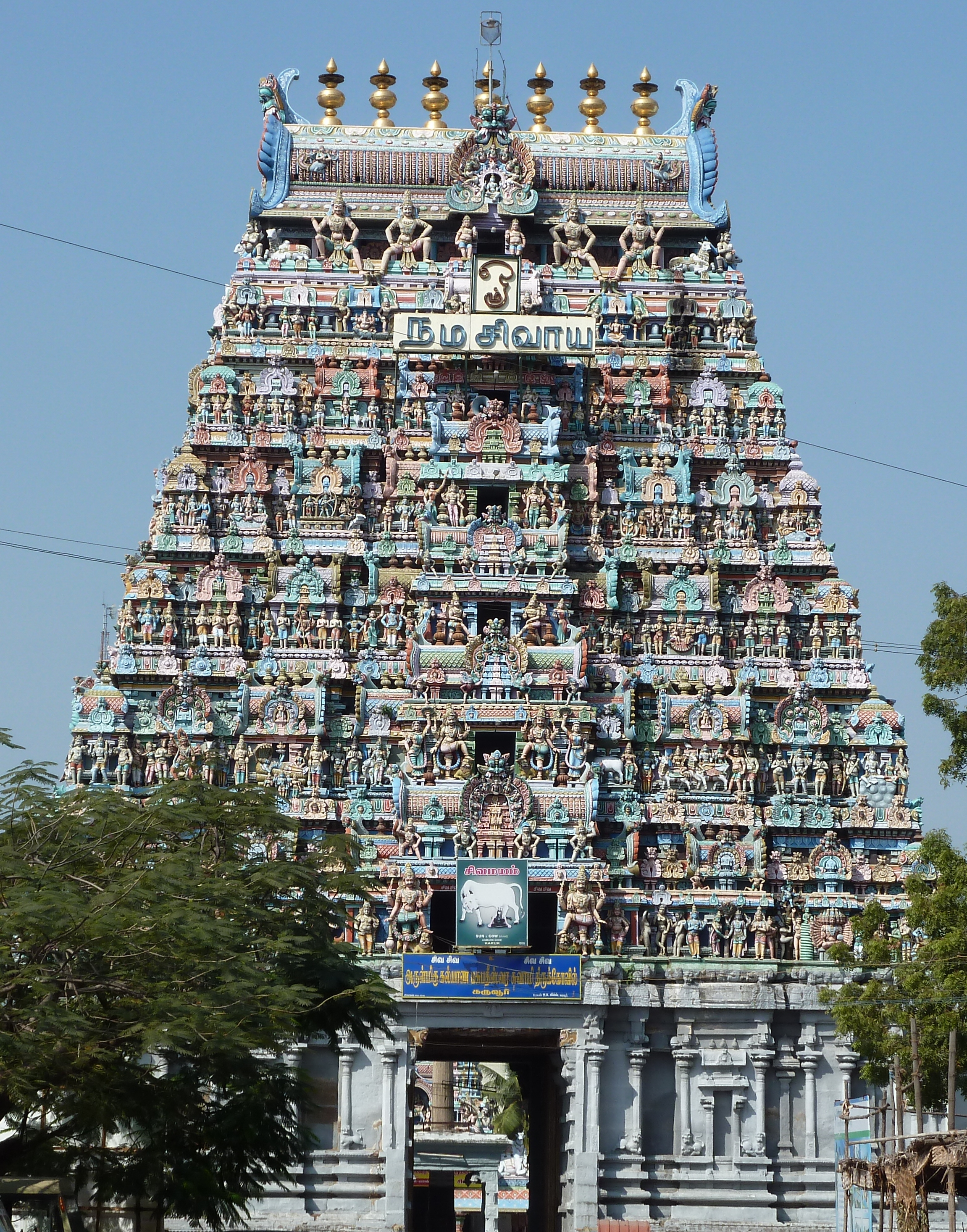
Kalyana pasupatheeswarar templu

Karur este un oraș în India.